# Будрайчяй (Расейняйський район)
Будрайчяй (Budraičiai) — хутір у Литві, Расейняйський район, Бетигальське староство, знаходиться за 7 км від села Ілґіжяй III. Станом на 2001 рік у селі проживала 1 людина.

## Принагідно
- Budraičiai

| Литва | Це незавершена стаття з географії Литви. Ви можете допомогти проєкту, виправивши або дописавши її. |